# Philipp Wippel
Philipp Wippel (* 17. August 1990 in Bruck an der Mur als Philipp Hütter) ist ein österreichischer Fußballspieler.

## Karriere
Wippel begann seine Karriere beim UFC Passail in der Steiermark. 2002 wechselte er in die Jugendabteilung des SK Sturm Graz. 2007 wurde er in die zweite Mannschaft geholt, wobei er nebenher regelmäßig in den diversen Jugendmannschaft Spiele absolvierte.
Sein Debüt in der Regionalliga Mitte gab der rechte Verteidiger am 6. Juni 2007 unter Hannes Reinmayr gegen den SV Bad Aussee. Das Spiel im Panoramastadion endete 4:0 für die Heimmannschaft aus Bad Aussee. Wippel wurde in der 73. Minute für den späteren Nationalspieler und Jakob Jantscher eingewechselt. Nach einigen weiteren Saisonen bei den Amateuren wurde er erst 2012 in den Kader der ersten Mannschaft von Trainer Peter Hyballa geholt.
Wippel gab sein Debüt in der höchsten österreichischen Spielklasse am 11. August 2012 gegen den Wolfsberger AC, als er in der 87. Minute für Martin Ehrenreich eingewechselt wurde. Das Spiel in der Grazer UPC Arena wurde 4:1 gewonnen. 
Ab Juli 2014 war Wippel vereinslos. Anfang Jänner 2015 schloss er sich der Kapfenberger SV an, für die er 12 Partien (ein Tor) in der zweiten Liga absolvierte. Zur Saison 2015/16 wechselte er innerhalb der Liga zum Bundesliga-Absteiger SC Wiener Neustadt.
Zur Saison 2017/18 wechselte er zum Regionalligisten SK Austria Klagenfurt. Zum Ende jener Saison konnte er mit den Klagenfurtern in die 2. Liga aufsteigen. In drei Spielzeiten in Kärnten kam er zu 71 Ligaeinsätzen, in denen er sechs Tore erzielte. Zur Saison 2020/21 hätte er zum Bundesligisten SV Ried wechseln sollen. Die Rieder übersahen hierbei allerdings, dass Hütters Vertrag in Klagenfurt noch gültig war. Daraufhin wurde er nicht verpflichtet. In Klagenfurt hatte der vormalige Kapitän durch den unabgesprochenen Fast-Abgang sein Standing verloren, die Kapitänsbinde musste er Markus Rusek überlassen, auch seinen Stammplatz am Flügel war er los, in der Saison 2020/21 stand er nur noch fünfmal in der Startelf. Mit Klagenfurt stieg er zu Saisonende in die Bundesliga auf. In der höchsten Spielklasse kam er zu acht Einsätzen für die Kärntner, ehe sein Vertrag im Dezember 2021 nach insgesamt 100 Ligaeinsätzen und viereinhalb Jahren beim Verein aufgelöst wurde.
Daraufhin wechselte er im Jänner 2022 zum viertklassigen DSV Leoben. Mit Leoben stieg er 2022 zunächst in die Regionalliga auf und marschierte anschließend mit dem Team 2023 in die 2. Liga durch. Anschließend verließ er Leoben allerdings im August 2023, er wechselte daraufhin zurück nach Kapfenberg, wo er bis 2024 unterschrieb. Für Kapfenberg kam er verletzungsbedingt nur viermal zum Einsatz.
Zur Saison 2024/25 wechselte er zum viertklassigen SV Lebring.